# Горна Врабча
Горна Врабча е село в Западна България. То се намира в община Земен, област Перник.

## География
Село Горна Врабча се намира в планински район сред хълмове с надморска височина – 700 до 870 метра. То е пръснато по баирите, като почти всяка къща се намира на отделен баир. Температурните разлики са големи и зеленчукопроизводството е много слабо развито. Мястото е богато на диворастящи билки и дъбови гори – среща се церовият дъб, който според легендата лекува всички болести на този, който седне под неговата сянка и облегне гръб на неговото стебло. Има къщи, които са отдалечени на километри разстояние от центъра на селото. Този „център“ е условен, защото се намира в самото начало на селото на пътя за град Земен. Селището е с хубав типично средноевропейски климат.

## Население
Населението е около 50 души постоянно живеещи. През лятото се увеличава два пъти.

## Забележителности
- Манастирът „Св. Петър и Павел“ – намира се на около 3 км от селото. Храмовият празник се празнува по стар стил на 12 юли, тъй като хората тук спазват старостилния календар. Другият особено тачен религиозен празник е Илинден – също празнуван винаги по стар стил на 2 август.
- На Петровден на поляните край реката се събира цялото село заедно със своите многобройни гости. Веселбата е израз на удоволствието от тези ежегодни родови срещи. Въпрос на чест за всеки е да присъства, като задължително води със себе си своите деца, внуци и правнуци. Много радост, сълзи и целувки се разменят между хората на този светъл ден и споменът за него се пази дълго в съзнанието на всички.

## История
Селището Горна Врабча е изградено върху по-старо селище от 10 век. Жителите на селото са шопи от групата на краищенците. В Краището в по-стари времена е имало преселвания от различни части на България: от Пиротско, от Скопско, от Вранско, от Разметаница (Дупнишко). Много мощни са процесите на изселванията от Краището, засегнали с пълна сила и Горна Врабча, които започват след Освобождението на България. Още преди урбанизацията, свързана с индустриализацията на градовете, краищеците се разселват из различните части на тогавашното Царство България, където започват да обработват свободни парцели земя. Малко по-късно започва индустриалният бум в градовете София и Перник, който привлича много жители на селото.
Традиционни имена за селото са: Кръстан, Кръстана, Аделина, Ана, Мария, Марика, Джоре, Джурджа, Божика, Жана, Михал, Димо, Димчо, Миле, Тачо, Димитрия, Миланка, Веле, Севда, Павле, Димитрия, Митра, Станоя, Станойка, Стойне, Люба, Любе, Първан, Крум, Кръстан, Ненко, Нена, Стана, Трена, Трене, Герман, Германа, Петра, Перса, Ризена, Леда, Борис, Стойне, Станимир, Марко, Ленка, Славе, Славка, Вена, Вене, Милойка. На особена почит са имената на цветя: Лоза, Лозена, Роза, Перуника, Камелия. Поминъкът на населението е бил предимно скотовъдство и рударство. Овощарството е било добре развито. Ябълки, сливи и круши виреят особено добре в този регион, а също лешник и орех. Тук няма да видите бостани и лозя. Не виреят дини, пъпеши, грозде, смокини, кайсии и всички топлолюбиви растения. Тук „не виреят“ и топлолюбиви и капризни хора. С присмех и нескрито презрение се посреща всеки, който не е на „ти“ с природата. Проявите на лошо възпитание са изключително редки. Хората са учтиви, сдържани и не се натрапват с присъствието си. Дворовете им не се допират един до друг. Всяко семейство живее в свое отделно „имение“, понякога на половин-един километър един от друг, дори и повече. Тук самота не гнети никого. Хората са научени да ценят спокойствието, природните дадености, правото на другия и затова се радват на всяка своя среща, като спазват един задължителен ритуал на поздравяване, който не съществува никъде другаде в България.

## Религии
Селището е населено само с българи. Религията, която изповядват врабчани, е православно християнство.

## Културни и природни забележителности
Пещери, карстови образувания, живописни местности

## Редовни събития
Събор за Петровден – 12 юли. Обикновено се гледа най-близката събота или неделя до тази дата. Хората се известяват за датата взаимно чрез приятели и роднини.

## Други

### Кухня
В западна България всяко селище и дори всеки род си има своя кухня, свои предпочитани храни за делник и за празник. И в тази област са се запазили предпочитанията от стари и прастари времена. Тук турци не е имало никога, защото селището е дервентско. Жителите му са били войнуци и са имали задължението да пазят планинските проходи от разбойници. В замяна на това не са плащали данъци, не са се подчинявали на никакви господари. Турчин не е имал право да преминава и да замръква в това селище. Тук жените точат баници със сирене, домашно масло и яйца и правят вкусни хлябове, печени в подница, но не правят баклави, мекици и реванета. На Коледа се готви задължителното „вариво“ – което е кисело зеле със свинско /задължително на кокал/. Не се слагат никакви подправки. В дълбока тенджера се нарежда ред зеле, ред свинско средно тлъсто, на кокал, няколко парчета сланинка и се завършва с дебел слой зеле. Ястието се залива в топла вода, но да не покрива зелето, поръсва се с малко домашен едро счукан червен пипер, похлупва се и се оставя да се готви на много тих огън цяла нощ. Яде се на Коледа, както топло, така и студено. За този ден се прави също и пача, която тук се нарича „питии“, баница с тиква, ошав от сушени плодове и „варена лютеница“ от сухи червени, едри чушки – леко люти, сварени във вода. Към тях се прибавя олио, счукан чесън и оцет, както и сол. Яде се заедно с бульона, в който са вряли чушките /гъстотата е като на компот/ Това ястие има и ритуално значение, защото се вярва, че то прочиства кръвта и носи здраве и бодрост. Други предпочитани ястия са – печено прасенце, печено агне, супа от кокошка, зелник с киселец и щафел, печени цели картофи небелени. Пекат се докато не започнат да се пръскат във фурната. Мътеница – смес от равни части кисело и прясно мляко и „жетварски таратор“. Прави се без мляко, само с нарязана на дребно краставица, сол, оцет, счукан чесън и вода. През лятото се предпочитат салатите от зеленчук, бързи ястия с яйца, сирене или извара, комбинирани най-често с чушки и домати, печени чушки с чесън, оцет, олио и много магданоз и копър. Мътеницата се счита за неотменно питие; консумира се сутрин, обед и вечер. В селото се прави туршия от специален сорт круши, наречени „туршиарки“, като сокът от тази туршия е особено приятен и резлив, когато е леденостуден, изваден от „зевника“ – това е названието на мазето, обикновено вкопано наполовина в земята, в който температурата не надвишава 5 – 6 градуса. През зимата в него нищо не замръзва, а през лятото нищо не се разваля. Месото, ако е свинско, се суши или се нарежда в качета като много обилно се соли със ситна сол. Така то държи до лятото. До месец юни държи и киселото зеле без изобщо да показва признаци на разваляне. Яйцата се съхраняват заровени в дървесна пепел и траят по 3 месеца. Друга предпочитана от тукашните хора храна е дивечът. Горите наоколо са пълни с него и всеки мъж е ловец. Думата „вегетарианец“ е напълно непозната и дори не се знае значението ѝ. Жените са изкусни в приготвянето на всеки улов. Неотменима част от храната на местното население са ядките – орехови, лешникови, тиквени и слънчогледови семки. На особена почит са плодовете. Отглеждат се с много внимание и вещина. Използват се през лятото пресни, а през зимата – сушени, както и във вид на сливова, ябълкова, крушова или плодова ракия – не по-силна от 42 – 45 градуса. Сушат се също така и домати и стар лук. Ястията, приготвени със сушени плодове и зеленчуци, са неповторимо вкусни и ароматни. Подправките в кухнята са слабо застъпени – основно магданоз, чубрица, джоджен, босилек и по-рядко копър. Прави се печено сладко от сини сливи и сладко от дюли. Десертите не са застъпени, като изключим традиционната печена и варена на пара тиква, меда и ошавите, други десерти не се правят. Обичана от малки и големи храна е печената млечна царевица на жар, а също и варената – на бавен огън през цялата нощ. Друго характерно ястие е качамакът със сирене и свински пържени мръвчици, който се яде с гъсто кисело мляко. Храненето не се издига в култ и не е самоцел за никого. Към храната, особено към хляба, се подхожда с уважение, защото хората са научени да почитат труда – своя, също и чуждия. Няма да видите местен жител, който да ви се похвали какво е ял. Това се счита за не особено възпитано. Самохвалства от типа на „какво яли, какво пили“ не са на почит. На масата не се пее, не се говори високо, спазва се чинопочитание при сервирането на храната. Владее матриархат. Първо се сервира на жените, никой не започва да се храни, ако на масата не са седнали всички. На децата не се разрешава да играят в стаята, в която се хранят останалите. По-младите прислужват на трапезата на по-възрастните. Не е прието да се възразява на молба на по-възрастен или да се оспорва негово решение по никакъв начин – нито с жест, нито гласно. Младите искат разрешение от възрастните за поднасянето на храната. Най-старата жена в семейството е господарка в кухнята. Сутрин тя разпределя задълженията между останалите жени и момичета, според възможностите и уменията им. Никой не оспорва. Най-старият мъж разпределя задълженията между мъжете на същия принцип. Кавги не се чуват никога, обидни думи не се използват от никого и по никакъв повод.